# Philodromus kianganensis
Philodromus kianganensis este o specie de păianjeni din genul Philodromus, familia Philodromidae, descrisă de Alberto Barrion și Litsinger, 1995.
Este endemică în Filipine. Conform Catalogue of Life specia Philodromus kianganensis nu are subspecii cunoscute.